# Вашловані (національний парк)

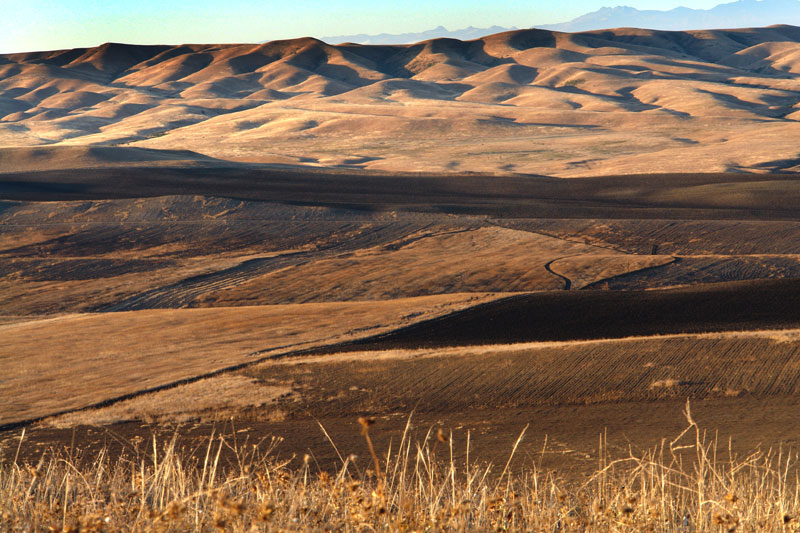

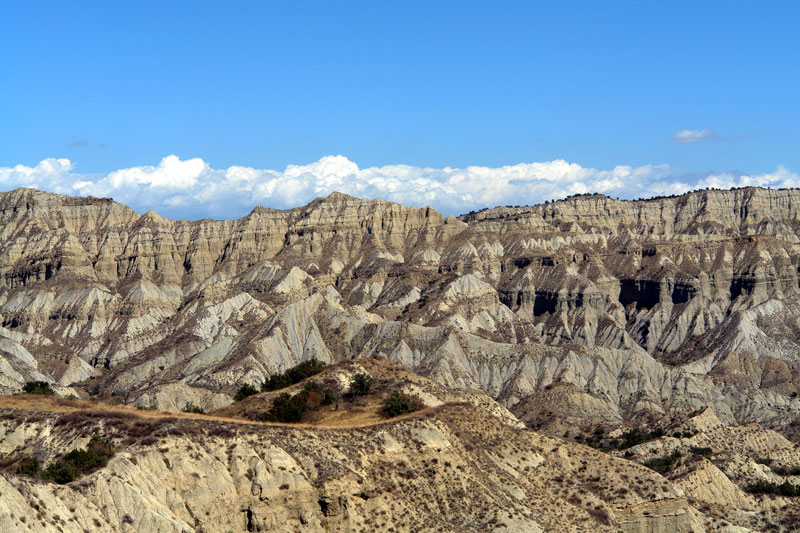

Націона́льний парк Вашлова́ні (груз. ვაშლოვანის ეროვნული პარკი) — національний парк у муніципалітеті Дедоплісцкаро, мхаре Кахеті, південно-східна Грузія, близько азербайджанського кордону. Створений для захисту лісостепу («світлих лісів»).
Заснований у 1935 р. як заповідник Вашловані. У 2003 р. був утворений національний парк, площею 251,14 км². Заповідник площею 84,8 км² є складовою частиною парку.
Клімат парку посушливий, опадів випадає 470 мм на рік. Середньорічна температура становить 11,6°. На території парку знаходяться як листяні ліси, так і лісостеп, степ і напівпустеля. Рельєф складається з долин (деякі з яких знаходяться в каньйонах) і скельних осадових масивів (бедленд). Є карстові печери.
У парку ростуть 664 види рослин, з них 40  ендемічних для Кавказу. Серед дерев переважають фісташкові, ялівець, вишня, клен, груша, інжир, гранат. Зустрічаються 80 видів птахів. Зі ссавців у парку водяться їжак, заєць, лисиця, дикий кіт, вовк, бурий ведмідь, борсук, кабан, шакал, куниця, гієна, тхір, газель. У 2004 р. у віддаленій частині парку бачили леопарда.